# Inquilinisme

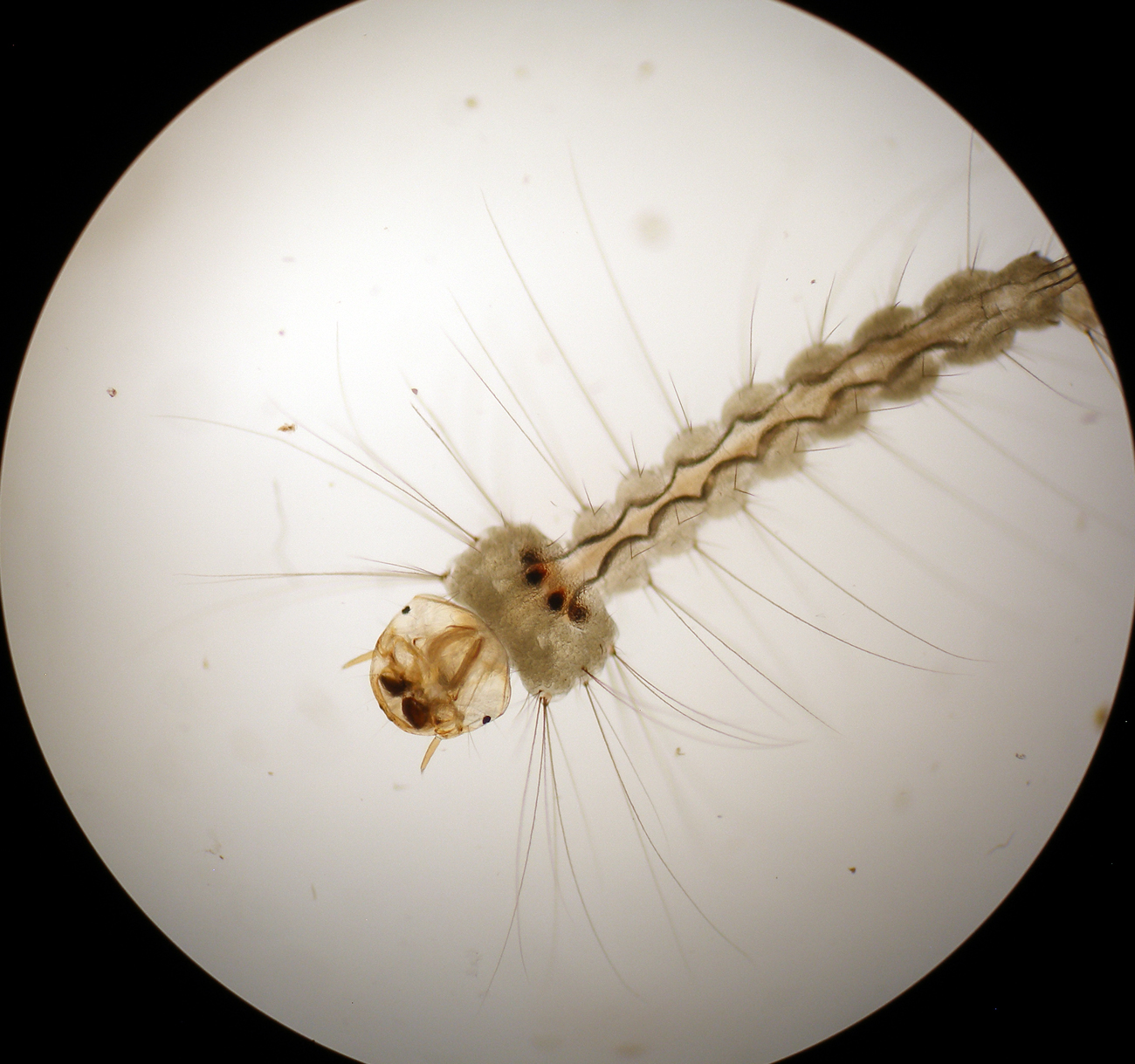
La larva de Wyeomyia smithii és un inquilí de les fulls de Sarracenia purpurea (magnificació 40X).

L'inquilinisme (del llatí inquilinus) és una forma d'interacció biològica en la qual una espècie (anomenada inquilina) utilitza el cos d'una altra espècie més grossa de refugi. L'inquilinisme és beneficiós per a la llogatera i neutral per a l'amfitrió. L'Inquilisme estricte és rar, segons sigui el cas i no pot ser anomenat com:
- comensalisme (l'espècie rep el menjar de l'hoste)
- foresi (l'espècie inquilina utilitza l'hoste com un mitjà de transport)
- mutualisme (l'amfitrió s'aprofita de la interacció)
- parasitisme (influència negativa en l'hoste)